# Кастион (Белуно)
Кастион (итал. Castion) је насеље у Италији у округу Белуно, региону Венето.
Према процени из 2011. у насељу је живело 2357 становника. Насеље се налази на надморској висини од 421 м.